# Ukyo Sasahara
Ukyo Sasahara (笹原 右京, Sasahara Ukyō), né le 24 avril 1996 à Numata, est un pilote automobile japonais.

## Biographie

### Débuts en karting
Sasahara commence le karting à l'âge de sept ans en 2003. Il remporte de nombreux titres nationaux, notamment en devenant champion du Japon, catégorie junior en 2009. La même année, il bat Matt Parry pour remporter la grande finale junior du Rotax Max Challenge, un titre qu'il remporte une deuxième fois en 2011. Il connait ensuite de nouveaux succès dans la catégorie, remportant surtout le titre Rotax Max Euro Challenge Junior en 2011, et le titre Rotax Max Challenge Senior d'Europe en 2012, qui est sa dernière année en karting.

### La Formule Renault 2.0

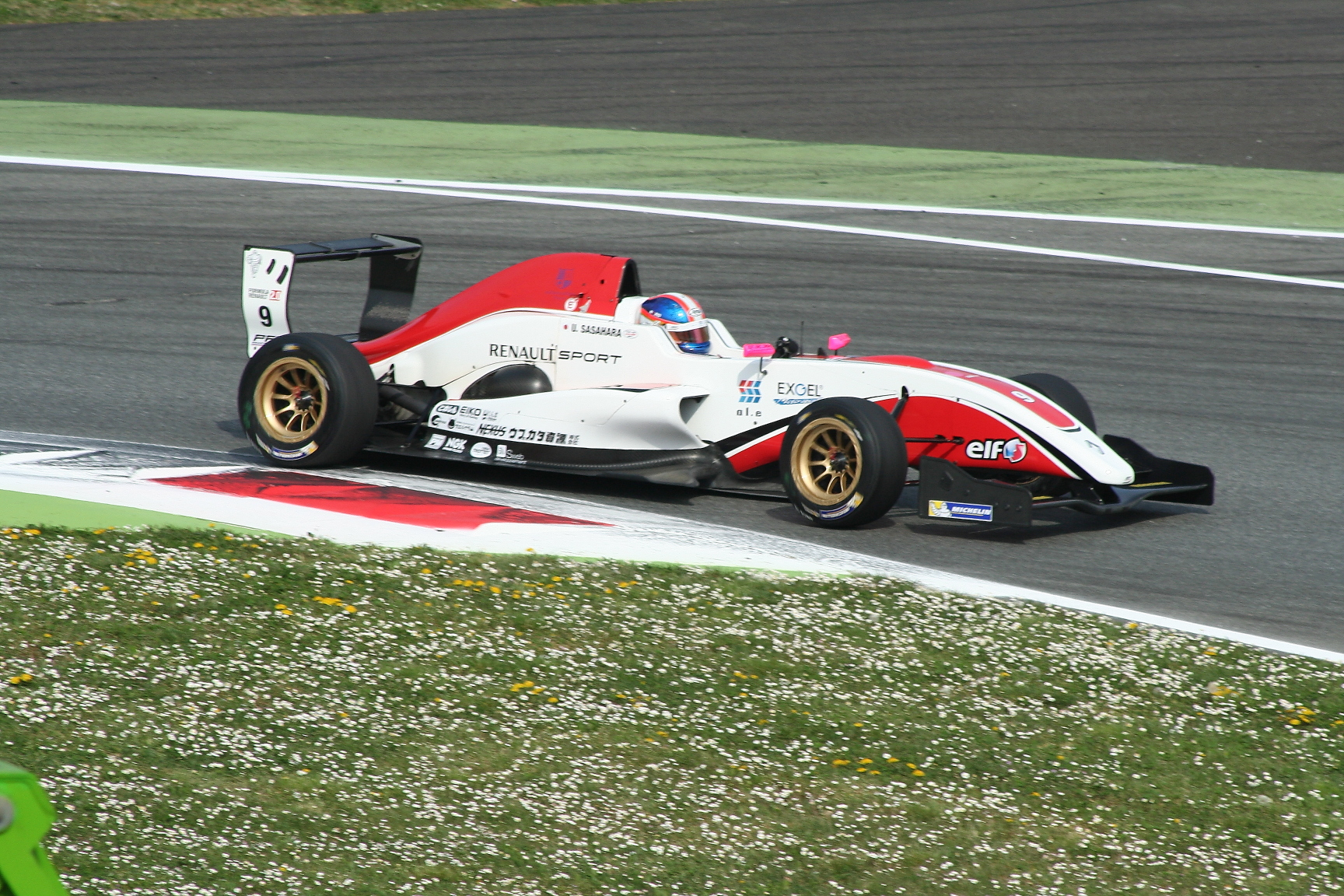
Ukyo Sasahara en Formule Renault 2.0 en 2015 à Monza.

Sasahara fait ses débuts en monoplace en 2013, en participant à la Formula Renault 2.0 Alps pour l'équipe Euronova Racing. Il termine dans les points à sept reprises, décrochant pour meilleur résultat, une sixième place à Misano. Il termine à la treizième du championnat avec 32 points. Au cours de la saison, il participe aux manches de Spa-Francorchamps et de Barcelone en Eurocup Formula Renault 2.0 avec Euronova Racing en tant que pilote invité.
Pour 2014, Sasahara continue avec Euronova Racing, et dispute le championnat de Formula Renault 2.0 NEC. Il réalise un podium en terminant deuxième derrière Louis Delétraz lors de la course d'ouverture de la saison à Monza. Il se montre très régulier en terminant dans les points dans toutes les courses restantes (sauf une). Il se classe sixième du championnat avec 191 points.
En 2015, Sasahara rejoint ART Junior Team pour disputer la saison 2015 de l'Eurocup Formula Renault 2.0, ainsi que la Formula Renault 2.0 NEC. Après avoir manquer les points lors de la manche d'ouverture à Motorland Aragón, Sasahara remporte sa première victoire en course lors de la deuxième manche à Spa-Francorchamps, devenant ainsi le deuxième pilote japonais à remporter une course après Kamui Kobayashi lors de la saison 2005. Il se classe septième du championnat avec 116 points. En Formule Renault NEC, Sasahara remporte la course d'ouverture de la saison à Monza devant Ignazio D'Agosto puis une deuxième au Nürburgring. il termine la saison à la troisième place du championnat avec 296 points.

### Formule 4 Italienne
En juin 2014, Sasahara prend part à la manche d'ouverture du championnat italien de Formule 4 disputée sur le circuit de l'Adria International Raceway chez Euronova Racing où il remplace Andrea Fontana qui a dû déclarer forfait pour cause de maladie. Après avoir terminé cinquième de la première course, il remporte la seconde course grâce à la grille inversée devant le futur champion Lance Stroll.

## Résultats en compétition automobile

### Résultats en monoplace
| Saison    | Championnat                       | Écurie                               | Courses | Victoires | Pole positions | Meilleurs tours | Podiums | Points | Classement |
| --------- | --------------------------------- | ------------------------------------ | ------- | --------- | -------------- | --------------- | ------- | ------ | ---------- |
| 2013      | Formula Renault 2.0 Alps          | Euronova Racing                      | 14      | 0         | 0              | 0               | 0       | 32     | 13e        |
| 2013      | Eurocup Formula Renault 2.0       | Euronova Racing                      | 4       | 0         | 0              | 0               | 0       | 0†     | Non classé |
| 2014      | Formula Renault 2.0 NEC           | Euronova Racing                      | 15      | 0         | 0              | 1               | 1       | 191    | 6e         |
| 2014      | Championnat d'Italie de Formule 4 | Euronova Racing by Fortec Motorsport | 3       | 1         | 0              | 0               | 1       | 25     | 17e        |
| 2015      | Eurocup Formula Renault 2.0       | ART Junior Team                      | 17      | 1         | 1              | 0               | 4       | 116    | 7e         |
| 2015      | Formula Renault 2.0 NEC           | ART Junior Team                      | 16      | 2         | 1              | 1               | 8       | 296    | 3e         |
| 2016      | Championnat d'Europe de Formule 3 | Threebond with T-Sport               | 6       | 0         | 0              | 0               | 0       | 0      | 26e        |
| 2017      | Championnat du Japon de Formule 4 | Honda Formula Dream Project          | 14      | 3         | 1              | 3               | 10      | 224    | 2e         |
| 2018      | Championnat du Japon de Formule 3 | ThreeBond Racing                     | 19      | 0         | 0              | 1               | 9       | 65     | 3e         |
| 2019      | Championnat d'Asie de Formule 3   | Hitech Grand Prix                    | 15      | 8         | 7              | 7               | 13      | 301    | Champion   |
| 2019      | Championnat du Japon de Formule 3 | B-Max Racing with Motopark           | 3       | 0         | 0              | 0               | 0       | 3      | 12e        |
| 2019-2020 | Championnat d'Asie de Formule 3   | Hitech Grand Prix                    | 15      | 3         | 4              | 1               | 6       | 144    | Non classé |
| 2020      | Super Formula                     | Team Mugen                           | 7       | 0         | 0              | 0               | 0       | 5      | 18e        |
| 2021      | Super Formula                     | Docomo Team Dandelion Racing         | 2       | 0         | 0              | 0               | 1       | 18     | 12e        |
| 2022      | Super Formula                     | B-Max Racing                         | 10      | 2         | 1              | 0               | 2       | 57     | 6e         |
| 2023      | Super Formula                     | Vantelin Team TOM'S                  | 3       | 0         | 0              | 0               | 0       | 0      | 22e        |
| 2024      | Super Formula                     | Vantelin Team TOM'S                  | 9       | 0         | 0              | 0               | 0       | 0      | 20e        |

† Sasahara étant un pilote invité, il était inéligible pour marquer des points.

### Résultats en Super GT
| Saison | Écurie                             | Voiture               | Classe | Courses | Victoires | Poles positions | Meilleurs tours | Podiums | Points | Classement |
| ------ | ---------------------------------- | --------------------- | ------ | ------- | --------- | --------------- | --------------- | ------- | ------ | ---------- |
| 2020   | Team Mugen                         | Honda NSX GT          | GT500  | 8       | 0         | 0               | 0               | 1       | 25     | 15e        |
| 2021   | Team Red Bull Mugen                | Honda NSX GT          | GT500  | 8       | 0         | 1               | 0               | 0       | 20     | 16e        |
| 2022   | Team Red Bull Mugen                | Honda NSX GT          | GT500  | 8       | 0         | 0               | 0               | 1       | 16,5   | 14e        |
| 2023   | Toyota Gazoo Racing Deloitte TOM'S | Toyota GR Supra GT500 | GT500  | 8       | 0         | 0               | 0               | 0       | 15     | 15e        |
| 2024   | Toyota Gazoo Racing Deloitte TOM'S | Toyota GR Supra GT500 | GT500  | 8       | 2         | 1               | 0               | 2       | 51     | 5e         |